# Radar spatial
 (juin 2022).
Si vous disposez d'ouvrages ou d'articles de référence ou si vous connaissez des sites web de qualité traitant du thème abordé ici, merci de compléter l'article en donnant les références utiles à sa vérifiabilité et en les liant à la section « Notes et références ».

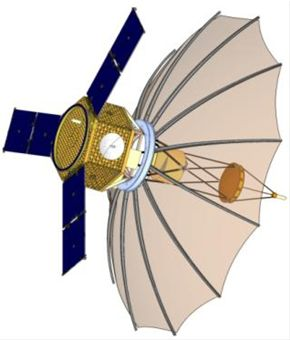
ORS-2 avec branches dépliées

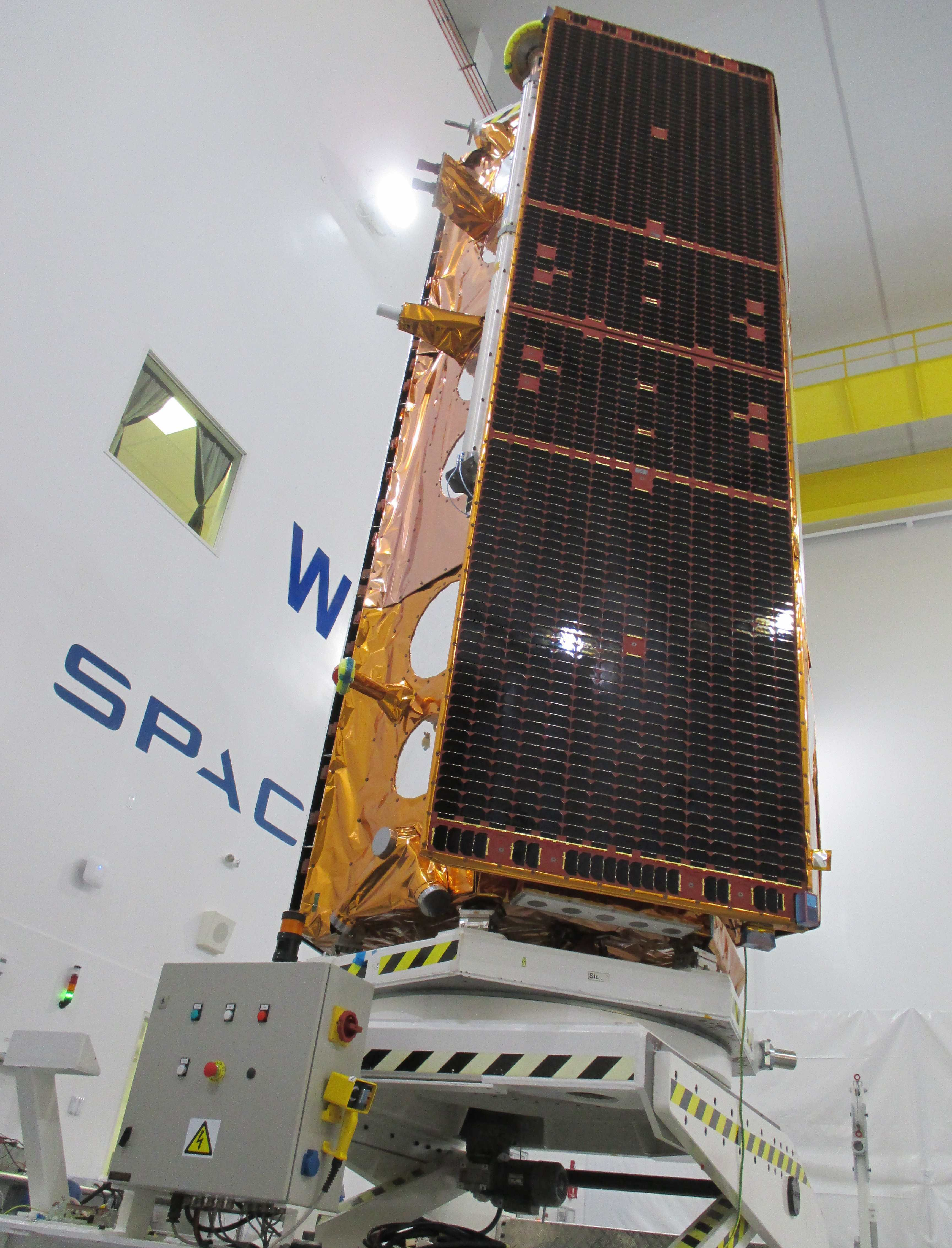
Radar spatial du satellite Paz (satellite) avec branches repliées

Un radar spatial est un radar opérant dans l'espace. On distingue le « radar orbital » sur une orbite autour d'un objet céleste quelconque et le radar orbital géocentrique qui tourne autour de la Terre. Certains satellites d'observation de la Terre, tels que RADARSAT, ont utilisé le radar à synthèse d'ouverture (SAR) pour obtenir des informations sur le terrain et la couverture terrestre de la Terre. Le radar spatial permet de s'affranchir de la présence de nuages.

## Histoire
L'utilisation du capteur radar à des fins d'observation terrestre a débuté par le satellite Seasat de la NASA/JPL qui transportait trois capteurs radar différents :
- un radar à synthèse d'ouverture (SAR) pour l'imagerie haute résolution ;
- un altimètre radar pour mesurer la topographie de l'océan ;
- un diffusomètre de vent pour mesurer la vitesse et la direction du vent.

Nombreuses sont les missions qui ont suivi dans les divers programmes spatiaux.

## Instruments
Le SAR est similaire à ses homologues aéroportés avec l'avantage d'une couverture mondiale. L'altimètre-radar satellitaire mesure au nadir l'altitude de la plateforme avec une très haute résolution, ce qui permet de cartographier la surface de l'océan avec une précision de l'ordre de quelques centimètres. De plus, l'analyse de l'amplitude et de la forme de l'écho peut extraire des informations sur la vitesse du vent et la hauteur des vagues, respectivement. Certains altimètres radars, comme CryoSat/SIRAL, utilisent des techniques d'ouverture synthétique et/ou d'interférométrie : leur encombrement réduit permet de cartographier des surfaces plus rugueuses comme les glaces polaires.
Un diffusomètre observe la même partie de la surface de l'océan sous différents (au moins 3) angles de vue au passage du satellite, mesurant l'amplitude de l'écho et la réflectivité de surface correspondante. La réflectivité étant affectée par la rugosité de la surface de l'océan, elle-même affectée par le vent et également dépendante de sa direction, cet instrument peut déterminer la vitesse et la direction du vent.

## Applications
Les applications SAR sont nombreuses : elles vont de la géologie à la surveillance des cultures, de la mesure de la banquise à la surveillance des catastrophes en passant par la surveillance du trafic maritime, sans oublier les applications militaires (de nombreux satellites SAR civils sont, en fait, des systèmes à double usage). L'imagerie SAR offre le grand avantage, par rapport à ses homologues optiques, de ne pas être affectée par les conditions météorologiques telles que les nuages, le brouillard, etc., ce qui en fait le capteur de choix lorsqu'il faut assurer la continuité des données. De plus, l'interférométrie SAR (à double passage ou à passage unique, telle qu'utilisée dans la mission SRTM) permet une reconstruction 3D précise.
D'autres types de radars ont été embarqués pour des missions d'observation de la Terre : des radars météorologiques comme la Tropical Rainfall Measuring Mission, ou des radars à nuages comme celui utilisé sur CloudSat.
Comme d'autres satellites d'observation de la Terre, les radar spatiaux utilisent souvent des orbites héliosynchrones afin que les variations diurnes de la végétation soient ignorées, ce qui permet de mesurer plus précisément les variations à long terme.

### Militaire
Aux États-Unis, Discoverer II (en) était un projet du programme de radar spatial militaire lancé en février 1998 en tant que programme conjoint de l'armée de l'air, de la DARPA et du NRO. Le concept était de fournir une visualisation des cibles mobiles (GMTI) au sol à haute résolution, ainsi qu'une imagerie SAR et une cartographie numérique à haute résolution. Ce programme a été annulé par le Congrès en 2007. SBR est une version moins ambitieuse de Discoverer II.
Le programme Space-based radar (SBR) est une constellation proposée de satellites comportant des radars actifs pour le département de la Défense des États-Unis. Le système SBR permettrait la détection et le suivi des aéronefs, des navires océaniques (similaire au programme soviétique US-A) et potentiellement des véhicules terrestres depuis l'espace. Ces informations seraient ensuite relayées aux centres de commandement régionaux et nationaux, ainsi qu'aux E-10 MC2A, postes de commandement aéroportés.